# Edwards Pierrepont
Edwards Pierrepont (North Haven, 4 marzo 1817 – New York, 6 marzo 1892) è stato un politico e avvocato statunitense.

## Biografia
Fu il 34º procuratore generale degli Stati Uniti durante la presidenza di Ulysses S. Grant (18º presidente).
Studiò all'università di Yale, alla sua morte il corpo venne seppellito al Saint Philip Cemetery.